# Bathurst Regional
Bathurst Regional är en kommun i Australien. Den ligger i delstaten New South Wales, i den sydöstra delen av landet, omkring 160 kilometer väster om delstatshuvudstaden Sydney. Antalet invånare var 41 300 vid folkräkningen 2016.
Följande samhällen finns i Bathurst Regional:
- Bathurst
- Kelso
- Eglinton
- Perthville
- O'Connell
- Caloola
- Brewongle
- Glanmire
- Peel
- Hill End